# Гремячевка (Ульяновская область)
Гремячевка — деревня в Барышском районе Ульяновской области. Входит в состав Ленинского городского поселения.

## География
Населённый пункт расположен в верховьях реки Качимка в 36 километрах к юго-западу от города Барыш — административного центра района. Расстояние до Ульяновска — 147 километров.

### Часовой пояс
Гремячевка, как и вся Ульяновская область, находится в часовой зоне МСК+1. Смещение применяемого времени относительно UTC составляет +4:00.

## История
В 1780 году, при создании Симбирского наместничества, деревня Гремячка, Пензенского уезда, при вершине речки Качима, помещичьих крестьян, вошло в состав Канадейского уезда.
До 2005 года входила в состав ныне упразднённого Краснополянского сельсовета.

## Население
| 2010 |
| ---- |
| 0    |

Согласно статистическим данным, в 1913 году в деревне было 98 дворов, проживало 640 жителей. Население в 1996 году — один человек.